# Nomoclastes taedifer
Nomoclastes taedifer is een hooiwagen uit de familie Stygnidae.